# Mynes marpesina
Mynes marpesina is een vlinder uit de familie Nymphalidae. De wetenschappelijke naam van de soort is voor het eerst geldig gepubliceerd in 1936 door Johannes Karl Max Röber.